# سلطانة صديقي
سلطانة صديقي (باللغة الأردية: سُلطانہ صدیقی) والمعروفة أيضًا باسم سلطانة أبا (الأردية: سُلطانہ آپا)، هي قطب إعلامي باكستاني ومخرجة ومنتجة تلفزيونية ومؤسسة «هم نيتورك ليميتد».
صديقي هي مديرة نشطة في «هم نيتورك ليميتد». وبهذا أصبحت أول امرأة في باكستان تؤسس محطة تلفزيونية.

## حياتها الشخصية
ولدت في حيدر أباد، السند والتي تقيم فيها عائلة صديقي وهي واحدة من عشرة أبناء. تلقت تعليمها المبكر من المدارس الحكومية في حيدر أباد.

## حياة مهنية
بدأت سلطانة حياتها المهنية في «بي تي في» كمنتجة في كراتشي في عام 1974م. وفي عام 2004م أسست شبكة آي تيليفيجن، المعروفة الآن باسم «هم نيتورك ليميتد» والتي تعمل بموجبها قنوات الكابل الأربعة الخاصة بها، بما في ذلك قناة «هم تي في». فتحت إشرافها، حاز تلفزيون «هم» على جوائز لوكس ستايل الباكستانية لأربع سنوات متتالية. حيث إنها المرأة الوحيدة في آسيا التي أنشأت أو امتلكت قناة تلفزيونية.

### حياتها كمخرجة
ظلت حياتها هادئة بدون عمل لمدة عشر سنوات قبل آخر مسلسل درامي لها «زينداجي جولزار هاي»، المسلسل الذي نال استحسان النقاد والذي تم الإشادة به «لكسر الجليد (بمعنى: تقارب وتعارف) عبر حدود باكستان والهند في الوقت الحالي» بطولة فؤاد خان وسنام سعيد. ثم أنتجت صديقي أيضًا برامج تلفزيونية للأطفال وعروض موسيقية وأفلام تلفزيونية ومسلسلات وأفلام وثائقية.

### حياتها كمتحدثة عامة
تحدثت سلطانة على العديد من المنصات المحلية والدولية، بما في ذلك منتدى العالم الإسلامي الأمريكي عام 2013م، الذي عقد في الدوحة، قطر ومنتدى القيادة النسائية عام 2014م الذي عقد في وادي السيليكون، كاليفورنيا
فازت سلطانة بالعديد من الجوائز، بما في ذلك أفضل منتجة لمسلسل درامي وأفضل منتجة لإنتاج الموسيقى وجائزة حضرة خديجة الكبرى وجائزة المرأة ذات الرؤية وجائزة النيجار وجائزة الميدالية الذهبية وجائزة اتحاد خريجي السند وجائزة الكبرياء وجائزة الأداء من حكومة باكستان.
تشتهر أعمالها باهتمامها بالقضايا الاجتماعية وتركيزها على تمكين المرأة مثلت صديقي باكستان في العديد من ورش العمل والندوات الدولية.
وفي عام 2014م، حصلت سلطانة صديقي على «جائزة القيادة 2014م» من مجلة «سي أي أو كلاب ومانجر توداي»، تقديراً لعملها «كرائدة أعمال حقيقية وزعيمة لباكستان تقود الأمة وتغذي الجيل القادم بالأمل والاحتراف». وفي خلال هذا العام، ظهرت سلطانة صديقي أيضًا في الكتاب الأكثر مبيعًا، «100 من كبار المديرين التنفيذيين والقادة الباكستانيين». وفي يناير 2015م، تم تكريم سلطانة صديقي لمساهمتها في صناعة الترفيه من خلال جائزة سكرول اوف اونور في النسخة الخامسة من نساء عظيمات الذي أقيم في دبي. ويقام حفل توزيع الجوائز كل عام من قبل أكاديمية التلفزيون الهندي للاحتفال بمساهمات النساء في مختلف المجالات، بما في ذلك الفن والسينما والبيئة وريادة الأعمال والتعليم.
أسست صديقي جمعية كراتشي للأفلام (كي اف اس) في عام 2017م. فإن جمعيتها غير الربحية تستضيف ندوات وورش عمل ومهرجانات للترويج للأفلام ودفع صناعة السينما الباكستانية بطرق جديدة ومبتكرة. «كي اف اس» هي أيضًا الهيئة الأم لمهرجان باكستان السينمائي الدولي (بي أي اف اف).

## أعمالها التليفزيونية
مارفي - مديرة
زارا سي أورات - مديرة
ديل دا ماملا - مخرجة
يحي زندجي - مخرجة
دوسري دنيا - مخرجة
قسم كي سيتاراي - مديرة
ساسي بونو - مخرجة
ثوري سي موهبات - مديرة
أنجان راستي - منتجة
أور زينداجي بادالتي هاي - منتجة
جنات - منتجة
وفاء كاي موسام - إنتاج
شياد كاي بحر آي - منتجة
زينداجي جولزار هاي - إخراج - 2012-2013م